# Larry Yuma
Larry Yuma è un personaggio immaginario protagonista dell'omonima serie pubblicata su Il Giornalino dal 1970 al 1992.

## Caratterizzazione del personaggio
Il personaggio è protagonista di storie ambientate nella classica iconografia western, con praterie, piccole cittadine con saloon malfamati e banditi che assaltano banche e diligenze. Larry Yuma risulta ispirato ai personaggi interpretati da Clint Eastwood nei film di Sergio Leone, dei quali poi riprende le movenze, l'imperturbabilità, il sangue freddo, l'essere un pistolero solitario dalla mira infallibile e dal sigaro sempre tra le labbra. Con il tempo si consolideranno alcune sue caratteristiche peculiari quali la mantellina, tipica coperta messicana, sulle spalle e lo sguardo occultato dalla tesa del cappello. Le sue origini sono sconosciute, solitamente compare in una cittadina o in un villaggio, si prodiga velocemente a riparare torti e ingiustizie per poi sparire dopo aver eseguito il suo compito. Anche a causa dell'orientamento cattolico de Il Giornalino, l'abilità di Larry Yuma con le colt non è usata per uccidere:  i criminali da lui smascherati, spesso con l'aiuto di comprimari, vengono incarcerati dagli sceriffi della città visitata durante la vicenda.
Durante tutta la sua vita editoriale i riferimenti al cinema western, oltre ai già citati film del regista romano, sono vari e spaziano da Ombre Rosse di John Ford ai fagioli-western di Terence Hill e Bud Spencer, passando anche da La resa dei conti di Sergio Sollima e da Il pistolero di Don Siegel.
Alcune strutture tipiche della narrazione di Larry Yuma verranno poi riprese ed elaborate da Claudio Nizzi in Tex.

## Storia editoriale
Il personaggio, creato da Carlo Boscarato e Claudio Nizzi nel 1970, esordì sul settimanale Il Giornalino con due storie brevi nelle quali venne provvisoriamente chiamato Dave: Adios, Gringo! (pubblicata nel numero 14 del 5 aprile 1970) e Bentornato, Gringo!. Il nome definitivo venne assegnato solo nel terzo episodio della serie, La resa dei conti, pubblicato nel marzo 1971. A partire al 1979 Boscarato venne affiancato dal milanese Nadir Quinto, con l'episodio I pianeti della fortuna, il quale realizzerà alcune storie fino al 1983. Dopo la morte di Boscarato, avvenuta nel 1987, la serie si dovette interrompere ma ben presto ritornò in stampa grazie ai testi di Andrea Mantelli e alle illustrazioni di Paolo Ongaro. Le storie realizzate da quest'ultimi due autori vennero pubblicate tra il 1990 e 1991. Nel 2017, su proposta della piccola casa editrice Allagalla Editore, Claudio Nizzi ritorna a scrivere per un'ultima volta il suo Larry Yuma in un episodio intitolato L'ultima sfida, illustrato dal bravissimo esordiente Giorgio Gualandris.
Dal 1970 al 1992 su Il Giornalino vennero pubblicati 164 episodi, rendendola così una delle serie più longeve della testata.

## I quaderni di Larry Yuma
Negli anni '70, sono stati prodotti dalla Icci sette quadernetti A5 con all'interno una storia breve inedita.
| Titolo                    | Testi         | Disegni         | Foliazione |
| ------------------------- | ------------- | --------------- | ---------- |
| Assalto alla diligenza    | Claudio Nizzi | Carlo Boscarato | 3 pagine   |
| Duello all'alba           | Claudio Nizzi | Carlo Boscarato | 3 pagine   |
| La resa dei conti         | Claudio Nizzi | Carlo Boscarato | 3 pagine   |
| Le frecce del fantasma    | Claudio Nizzi | Carlo Boscarato | 3 pagine   |
| Una commedia ben recitata | Claudio Nizzi | Carlo Boscarato | 3 pagine   |
| Una confessione spontanea | Claudio Nizzi | Carlo Boscarato | 3 pagine   |
| Un testimone scomodo      | Claudio Nizzi | Carlo Boscarato | 3 pagine   |

## Le ristampe
Larry Yuma, durante il corso della sua vita editoriale, è stato ristampato diverse volte ma mai integralmente. Le pubblicazioni sono realizzate per lo più dalle Edizioni Paoline tramite le collane Gli albi del Giornalino e I Sempreverdi.
Nel 2015 la Allagalla Editore ha ristampato l'intera produzione di Claudio Nizzi in 10 volumi da fumetteria.
Nel 2017, in allegato a La Gazzetta dello Sport, sono state ristampate, in 20 numeri, le sole storie scritte Claudio Nizzi.

## Edizioni straniere

### Olanda
La casa editrice Oberon ha iniziato la ristampa delle avventure di Larry Yuma (Uitgeverij Oberon, 1e druk) terminando però le uscite soltanto con il secondo numero.

## Citazioni
- Larry Yuma compare nel quindicesimo numero di Ken Parker, Uomini, Bestie Ed Eroi, insieme ad altri eroi del west come Tex Willer, Zagor, Blueberry e Lucky Luke.